# Lepidopa esposa
Lepidopa esposa is een tienpotigensoort uit de familie van de Albuneidae. De wetenschappelijke naam van de soort is voor het eerst geldig gepubliceerd in 1971 door Efford.